# Manidens

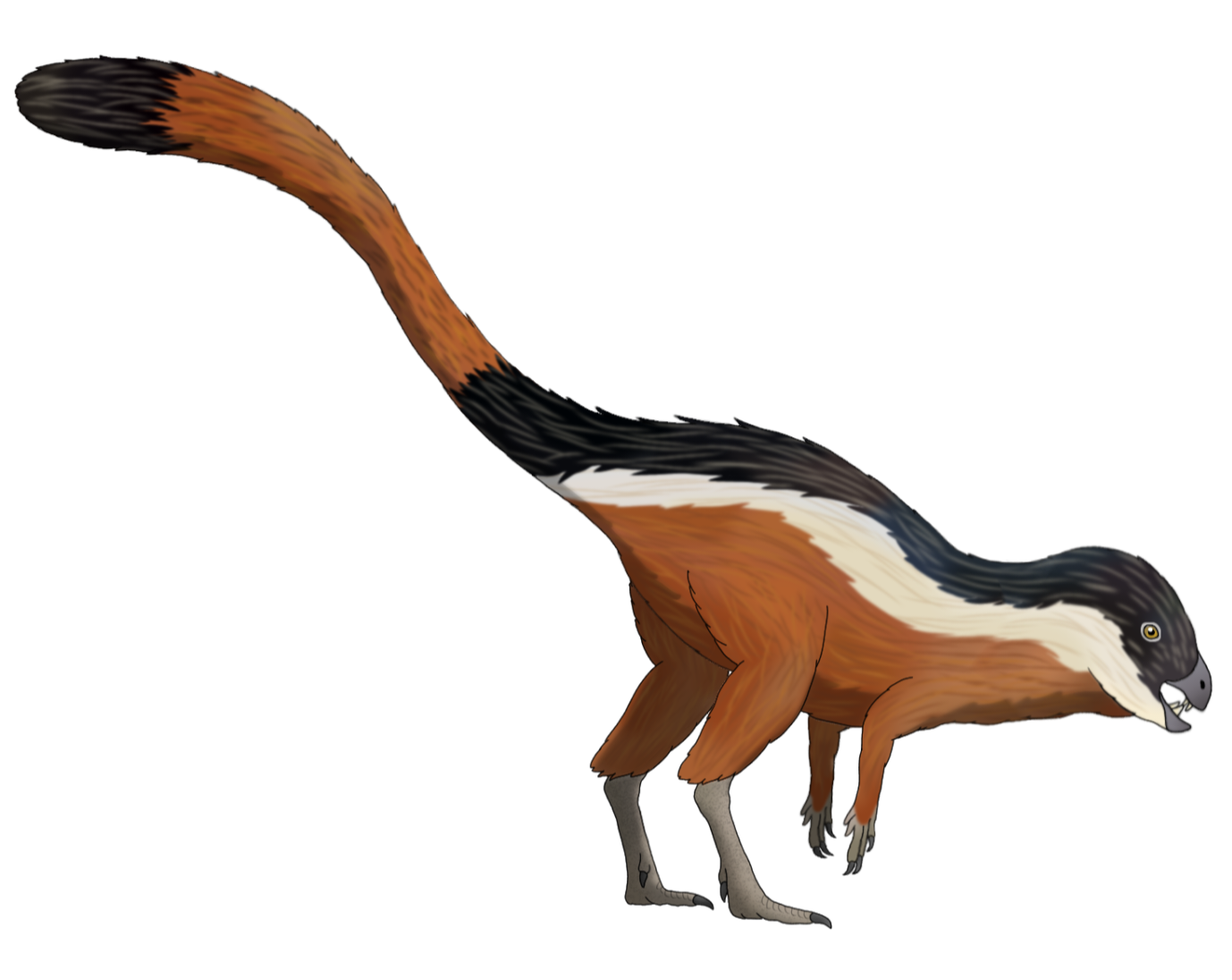
Restauração de vida.

Manidens é um gênero extinto de dinossauro heterodontossaurídeo do Jurássico Inferior da Patagônia. É um grupo irmão do Pegomastax, intimamente relacionado, da África do Sul. Foram encontrados fósseis na Formação Cañadón Asfalto [en], na Província de Chubut, Argentina, considerados originalmente datados do período Bajociano, mas descobriu-se que eram de leitos do Toarciano.

## Etimologia
A espécie-tipo de Manidens, Manidens condorensis, foi descrita na revista Naturwissenschaften em 2011. Manidens foi nomeado em por Diego Pol, Oliver Rauhut e Marcos Becerra. O nome genérico é derivado do latim manus, “mão”, e dens, “dente”, uma referência à forma de mão dos dentes inferiores posteriores. O nome específico refere-se ao vilarejo de Cerro Cóndor [en], localizado próximo ao sítio Queso Rallado, onde o espécime foi encontrado pelo zoólogo Guillermo Rougier.

## Descrição
O espécime holótipo de Manidens, MPEF-PV 3211, consiste em um esqueleto parcial com crânio e mandíbula inferior, incluindo a coluna axial, exceto a maior parte da cauda; uma cintura escapular esquerda; e a pelve. Os espécimes MPEF-PV 1719, 1786, 1718, 3810, 3811, dentes posteriores isolados, da mesma localidade e horizonte que o espécime holótipo, também são referidos a esse gênero. O MPEF-PV 3211 consiste em 11 fragmentos parcialmente articulados de um único indivíduo, com vários espécimes separados: o quadrado direito (MPEF-PV 3211-5), o quadratojugal direito (MPEF-PV 3211-6), o pós-orbital direito (MPEF-PV 3211-7), uma cintura pélvica completa e a região sacral com seis vértebras sacrais (MPEF-PV 3211-1), uma vértebra cervical (MPEF-PV 3211-8), duas vértebras dorsais (MPEF-PV 3211-2 e MPEF-PV 3211-4) e uma vértebra caudal (MPEF-PV 3211-3). Alguns ossos não puderam ser totalmente separados devido à sobreposição e foram deixados em três blocos de restos associados (MPEF-PV 3211-9, MPEF-PV 3211-10 e MPEF-PV 3211-11).
Outros espécimes incluem espécimes articulados parciais, crânio e elementos associados, bem como dentes isolados: MPEF-PV 3809, MPEF-PV 3808, MPEF-PV 10867, MPEF-PV 1719, MPEF-PV 1786, MPEF-PV 1718, MPEF-PV 3810, MPEF-PV 3811, MPEF-PV 3812, MPEF-PV 3813, MPEF-PV 3814, MPEF-PV 3815, MPEF-PV 3816, MPEF-PV 10866.
As vértebras cervicais são mais curtas do que as vértebras dorsais e apresentam diapófises e parapófises curtas e robustas, com a cervical anterior tendo epipófises fortemente alongadas e hipertrofiadas, semelhantes às do Heterodontosaurus. As espinhas neurais cervicais e dorsais são alongadas no sentido anteroposterior e baixas. O sacro contém seis vértebras, com suas espinhas neurais formando uma lâmina óssea contínua sobre o ílio. Uma vértebra caudal anterior possui um centro baixo e alongado com facetas bem desenvolvidas.
Apenas o coracoide esquerdo e a parte proximal da escápula estão preservados, exibindo um processo posteroventral proeminente, semelhante a um gancho, separado da cavidade glenoide por um entalhe largo. A cintura pélvica está praticamente intacta, exceto pelas extremidades distais dos púbis e ísquios. O ílio é baixo e alongado, com o processo pré-acetabular perfazendo cerca de metade do comprimento total do osso. Uma crista longitudinal corre ao longo da superfície lateral do processo pré-acetabular, embora seja menos pronunciada do que no Heterodontosaurus. Ao contrário do Heterodontosaurus e de outros ornitísquios basais, em que o pedúnculo púbico é mais longo do que o pedúnculo isquiático, no Manidens o pedúnculo púbico é igual ou ligeiramente mais curto do que o pedúnculo isquiático. Como é típico dos ornitísquios, o púbis é opistopúbico com uma haste posteroventral muito delgada. O processo pré-púbico é curto, estendendo-se apenas um pouco além do pedúnculo púbico do ílio anteriormente, e é robusto. Um pequeno forame obturador está localizado abaixo do acetábulo. O ísquio é mais robusto do que o púbis, com uma sutura medial extensa ao longo de suas hastes, que são retangulares em seção transversal. Não há uma parte suficiente da haste preservada para determinar a presença ou ausência de um processo obturador.
Os espécimes foram encontrados no sítio de Queso Rallado da Formação Cañadón Asfalto, datados originalmente dos estágios Aaleniano-Batoniano inicial, 171 ± 5 a 167 ± 4 milhões de anos, mas onde foram posteriormente restringidos a 179-178 milhões de anos, ou seja, Toarciano Médio-Tardio.
O Manidens foi um heterodontossaurídeo relativamente basal que atingiu cerca de 60 cm de comprimento e 500 g de massa corporal, menor do que os heterodontossaurídeos posteriores. Ele tem dentes com coroa alta, o que indica uma maior adaptação a uma dieta herbívora, mas não tem as facetas de desgaste vistas em formas mais avançadas como o Heterodontosaurus. O Manidens é o grupo irmão de um clado que consiste nas espécies africanas Heterodontosaurus, Abrictosaurus e Lycorhinus, indicando uma radiação precoce dos heterodontossaurídeos. A descoberta de estruturas tegumentares filamentosas no gênero Tianyulong sugere que elas também podem ter estado presentes em outros heterodontossaurídeos, como o Manidens.

### Crânio

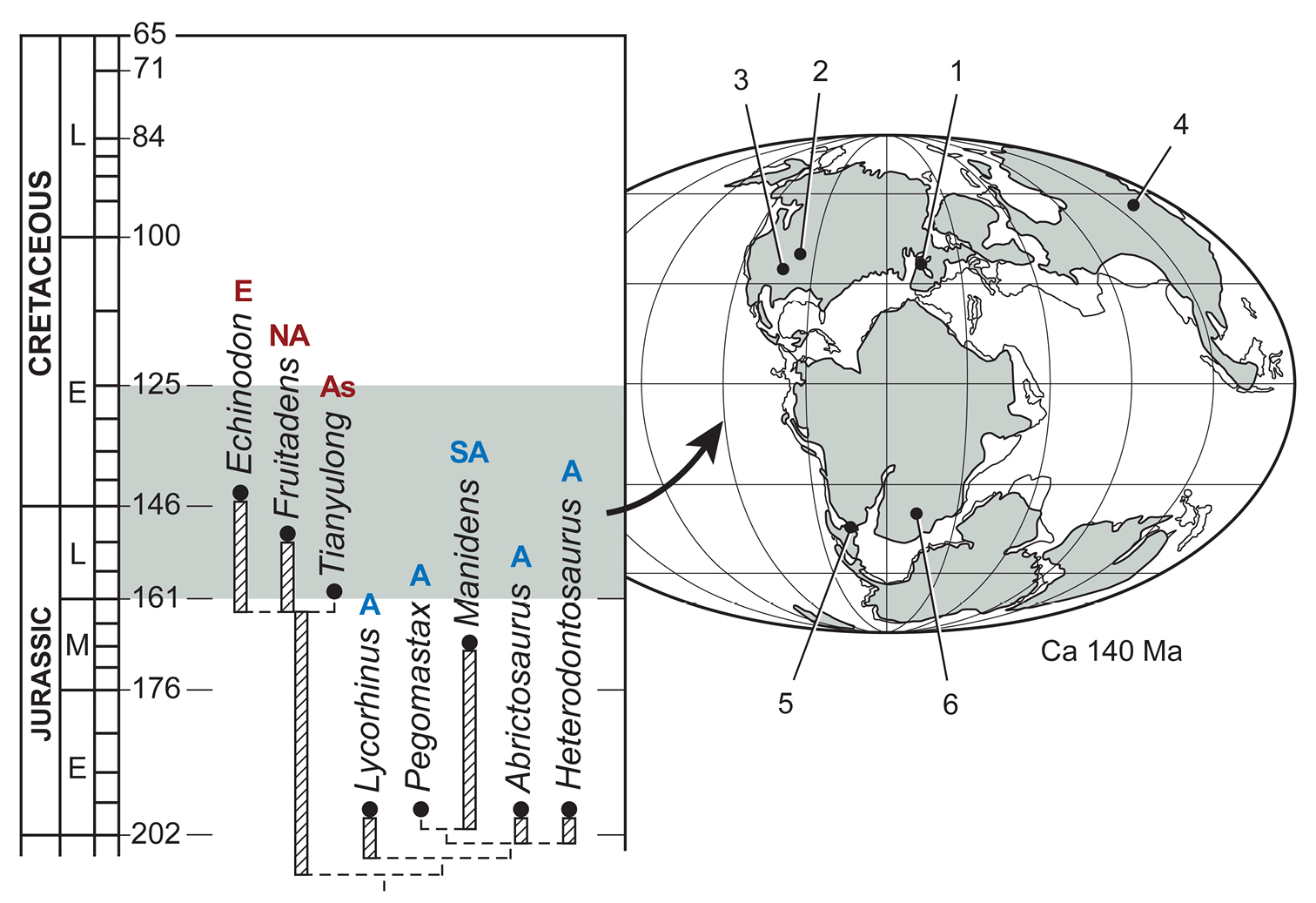
Distribuição biogeográfica para heterodontossaurídeos incluídos na análise filogenética.

Várias autapomorfias foram identificadas, incluindo a pós-orbital com um espessamento semelhante a um tubérculo na base do processo jugal, posicionado entre a órbita e a parte mais baixa da fossa pós-orbital, orientado dorsoventralmente, o processo jugal da pós-orbital atinge o corpo principal do jugal, com o jugal contribuindo minimamente para o limite posterior da órbita. O coronóide tem um processo triangular posterior que se estende mais para trás do que o processo coronóide do dentário, com o forame anterior do surangular apresentando uma fossa ampla, desenvolvida anteriormente, que se torna fusiforme posterior ao forame. Com relação à fenestra mandibular, a dentição é completamente fechada, com um pequeno forame no surangular, mostrando forte heterodontia entre os dentes maxilares e dentários da bochecha, com dentes maxilares simétricos em forma de diamante e dentes dentários assimétricos em forma de diamante (em forma de mão). A dentição maxilar mostra coroas com entólofos mesiais e distais afiados na região médio-posterior, com um entólofo distal nos dentes anteriores; os entólofos cingulares estão localizados perto da seção média da face lingual da coroa e direcionados apicalmente, as fossas paracingulares entre os entólofos cingulares e o restante da coroa e os entólofos cingulares mesial/distal são ornamentados de forma diferente, com os entólofos mesiais tendo de 2 a 6 dentículos e os distais tendo pequenas serrilhas. Outras características maxilares incluem ectólofos distais orientados obliquamente, formando uma crista conspícua na face labial, coroas maxilares posteriores com um ectólofo mesial denticulado em forma de prateleira e uma crista subcingular correndo apicobasalmente na extremidade distal do entólofo mesial em coroas médio-posteriores. Outras características diagnósticas são encontradas na fossa pós-orbital, profunda apenas na junção entre o corpo principal e o processo escamoso, sem formar um recesso semelhante a uma bolsa, a saída posterior do forame quadrado sendo ampla e orientada posterolateralmente e um jugal com uma crista robusta e orientada posterodorsalmente (“bossa jugal”).
A Revisão da Osteologia do Crânio permitiu a reinterpretação de seu diagnóstico:
- O processo lateral do jugal, inicialmente considerado único, varia entre os espécimes de Heterodontosaurus. Sua orientação, e não sua presença, é agora considerada autapomórfica para o Manidens.

- O processo pós-orbital do jugal, inicialmente descrito como único, agora é conhecido por ser amplamente distribuído entre os ornitísquios e resulta de distorção tafonômica.

- A ausência de uma fenestra mandibular no contato surangular-angular-dentário é confirmada como uma autapomorfia, embora uma pequena abertura externa no surangular esteja presente.

- Outras características cranianas, como a continuação da fossa anterorbital e a faceta do prosencéfalo ampliada, foram refinadas por meio de tomografias computadorizadas e reconstrução em 3D, exigindo comparação adicional com outros heterodontossaurídeos para confirmação.

A substituição dentária foi assíncrona no Manidens, que exibiu substituição dentária em um padrão contínuo de onda anterior para posterior. Além disso, o Manidens representa a primeira ocorrência conhecida de um heterodontossaurídeo com substituição dentária de seus dentes caniniformes, que podem ter tido um tempo distinto em relação à dentição da bochecha.

### Filogenia
Cladograma após os estudos de Diego Pol e colegas:
|  | Manidens |
|  | |
|  | \| \| Abrictosaurus \| \| \| \| \| \| BMNH A100 \| \| \| \| \| \| Heterodontosaurus \| \| \| \| \| \| Lycorhinus \| \| \| \| |
|  | |
|  | Abrictosaurus |
|  | |
|  | BMNH A100 |
|  | |
|  | Heterodontosaurus |
|  | |
|  | Lycorhinus |
|  | |

|  | Abrictosaurus     |
|  |                   |
|  | BMNH A100         |
|  |                   |
|  | Heterodontosaurus |
|  |                   |
|  | Lycorhinus        |
|  |                   |

|  | Manidens |
|  | |
|  | \| \| Abrictosaurus \| \| \| \| \| \| BMNH A100 \| \| \| \| \| \| Heterodontosaurus \| \| \| \| \| \| Lycorhinus \| \| \| \| |
|  | |
|  | Abrictosaurus |
|  | |
|  | BMNH A100 |
|  | |
|  | Heterodontosaurus |
|  | |
|  | Lycorhinus |
|  | |

|  | Abrictosaurus     |
|  |                   |
|  | BMNH A100         |
|  |                   |
|  | Heterodontosaurus |
|  |                   |
|  | Lycorhinus        |
|  |                   |

|  | Manidens |
|  | |
|  | \| \| Abrictosaurus \| \| \| \| \| \| BMNH A100 \| \| \| \| \| \| Heterodontosaurus \| \| \| \| \| \| Lycorhinus \| \| \| \| |
|  | |
|  | Abrictosaurus |
|  | |
|  | BMNH A100 |
|  | |
|  | Heterodontosaurus |
|  | |
|  | Lycorhinus |
|  | |

|  | Abrictosaurus     |
|  |                   |
|  | BMNH A100         |
|  |                   |
|  | Heterodontosaurus |
|  |                   |
|  | Lycorhinus        |
|  |                   |

|  | Manidens |
|  | |
|  | \| \| Abrictosaurus \| \| \| \| \| \| BMNH A100 \| \| \| \| \| \| Heterodontosaurus \| \| \| \| \| \| Lycorhinus \| \| \| \| |
|  | |
|  | Abrictosaurus |
|  | |
|  | BMNH A100 |
|  | |
|  | Heterodontosaurus |
|  | |
|  | Lycorhinus |
|  | |

|  | Abrictosaurus     |
|  |                   |
|  | BMNH A100         |
|  |                   |
|  | Heterodontosaurus |
|  |                   |
|  | Lycorhinus        |
|  |                   |

|  | Eocursor   |
|  |            |
|  | Genasauria |
|  |            |

|  | Manidens |
|  | |
|  | \| \| Abrictosaurus \| \| \| \| \| \| BMNH A100 \| \| \| \| \| \| Heterodontosaurus \| \| \| \| \| \| Lycorhinus \| \| \| \| |
|  | |
|  | Abrictosaurus |
|  | |
|  | BMNH A100 |
|  | |
|  | Heterodontosaurus |
|  | |
|  | Lycorhinus |
|  | |

|  | Abrictosaurus     |
|  |                   |
|  | BMNH A100         |
|  |                   |
|  | Heterodontosaurus |
|  |                   |
|  | Lycorhinus        |
|  |                   |

|  | Manidens |
|  | |
|  | \| \| Abrictosaurus \| \| \| \| \| \| BMNH A100 \| \| \| \| \| \| Heterodontosaurus \| \| \| \| \| \| Lycorhinus \| \| \| \| |
|  | |
|  | Abrictosaurus |
|  | |
|  | BMNH A100 |
|  | |
|  | Heterodontosaurus |
|  | |
|  | Lycorhinus |
|  | |

|  | Abrictosaurus     |
|  |                   |
|  | BMNH A100         |
|  |                   |
|  | Heterodontosaurus |
|  |                   |
|  | Lycorhinus        |
|  |                   |

|  | Manidens |
|  | |
|  | \| \| Abrictosaurus \| \| \| \| \| \| BMNH A100 \| \| \| \| \| \| Heterodontosaurus \| \| \| \| \| \| Lycorhinus \| \| \| \| |
|  | |
|  | Abrictosaurus |
|  | |
|  | BMNH A100 |
|  | |
|  | Heterodontosaurus |
|  | |
|  | Lycorhinus |
|  | |

|  | Abrictosaurus     |
|  |                   |
|  | BMNH A100         |
|  |                   |
|  | Heterodontosaurus |
|  |                   |
|  | Lycorhinus        |
|  |                   |

|  | Manidens |
|  | |
|  | \| \| Abrictosaurus \| \| \| \| \| \| BMNH A100 \| \| \| \| \| \| Heterodontosaurus \| \| \| \| \| \| Lycorhinus \| \| \| \| |
|  | |
|  | Abrictosaurus |
|  | |
|  | BMNH A100 |
|  | |
|  | Heterodontosaurus |
|  | |
|  | Lycorhinus |
|  | |

|  | Abrictosaurus     |
|  |                   |
|  | BMNH A100         |
|  |                   |
|  | Heterodontosaurus |
|  |                   |
|  | Lycorhinus        |
|  |                   |

|  | Eocursor   |
|  |            |
|  | Genasauria |
|  |            |

|  | Manidens |
|  | |
|  | \| \| Abrictosaurus \| \| \| \| \| \| BMNH A100 \| \| \| \| \| \| Heterodontosaurus \| \| \| \| \| \| Lycorhinus \| \| \| \| |
|  | |
|  | Abrictosaurus |
|  | |
|  | BMNH A100 |
|  | |
|  | Heterodontosaurus |
|  | |
|  | Lycorhinus |
|  | |

|  | Abrictosaurus     |
|  |                   |
|  | BMNH A100         |
|  |                   |
|  | Heterodontosaurus |
|  |                   |
|  | Lycorhinus        |
|  |                   |

|  | Manidens |
|  | |
|  | \| \| Abrictosaurus \| \| \| \| \| \| BMNH A100 \| \| \| \| \| \| Heterodontosaurus \| \| \| \| \| \| Lycorhinus \| \| \| \| |
|  | |
|  | Abrictosaurus |
|  | |
|  | BMNH A100 |
|  | |
|  | Heterodontosaurus |
|  | |
|  | Lycorhinus |
|  | |

|  | Abrictosaurus     |
|  |                   |
|  | BMNH A100         |
|  |                   |
|  | Heterodontosaurus |
|  |                   |
|  | Lycorhinus        |
|  |                   |

|  | Manidens |
|  | |
|  | \| \| Abrictosaurus \| \| \| \| \| \| BMNH A100 \| \| \| \| \| \| Heterodontosaurus \| \| \| \| \| \| Lycorhinus \| \| \| \| |
|  | |
|  | Abrictosaurus |
|  | |
|  | BMNH A100 |
|  | |
|  | Heterodontosaurus |
|  | |
|  | Lycorhinus |
|  | |

|  | Abrictosaurus     |
|  |                   |
|  | BMNH A100         |
|  |                   |
|  | Heterodontosaurus |
|  |                   |
|  | Lycorhinus        |
|  |                   |

|  | Manidens |
|  | |
|  | \| \| Abrictosaurus \| \| \| \| \| \| BMNH A100 \| \| \| \| \| \| Heterodontosaurus \| \| \| \| \| \| Lycorhinus \| \| \| \| |
|  | |
|  | Abrictosaurus |
|  | |
|  | BMNH A100 |
|  | |
|  | Heterodontosaurus |
|  | |
|  | Lycorhinus |
|  | |

|  | Abrictosaurus     |
|  |                   |
|  | BMNH A100         |
|  |                   |
|  | Heterodontosaurus |
|  |                   |
|  | Lycorhinus        |
|  |                   |

|  | Eocursor   |
|  |            |
|  | Genasauria |
|  |            |

|  | Manidens |
|  | |
|  | \| \| Abrictosaurus \| \| \| \| \| \| BMNH A100 \| \| \| \| \| \| Heterodontosaurus \| \| \| \| \| \| Lycorhinus \| \| \| \| |
|  | |
|  | Abrictosaurus |
|  | |
|  | BMNH A100 |
|  | |
|  | Heterodontosaurus |
|  | |
|  | Lycorhinus |
|  | |

|  | Abrictosaurus     |
|  |                   |
|  | BMNH A100         |
|  |                   |
|  | Heterodontosaurus |
|  |                   |
|  | Lycorhinus        |
|  |                   |

|  | Manidens |
|  | |
|  | \| \| Abrictosaurus \| \| \| \| \| \| BMNH A100 \| \| \| \| \| \| Heterodontosaurus \| \| \| \| \| \| Lycorhinus \| \| \| \| |
|  | |
|  | Abrictosaurus |
|  | |
|  | BMNH A100 |
|  | |
|  | Heterodontosaurus |
|  | |
|  | Lycorhinus |
|  | |

|  | Abrictosaurus     |
|  |                   |
|  | BMNH A100         |
|  |                   |
|  | Heterodontosaurus |
|  |                   |
|  | Lycorhinus        |
|  |                   |

|  | Manidens |
|  | |
|  | \| \| Abrictosaurus \| \| \| \| \| \| BMNH A100 \| \| \| \| \| \| Heterodontosaurus \| \| \| \| \| \| Lycorhinus \| \| \| \| |
|  | |
|  | Abrictosaurus |
|  | |
|  | BMNH A100 |
|  | |
|  | Heterodontosaurus |
|  | |
|  | Lycorhinus |
|  | |

|  | Abrictosaurus     |
|  |                   |
|  | BMNH A100         |
|  |                   |
|  | Heterodontosaurus |
|  |                   |
|  | Lycorhinus        |
|  |                   |

|  | Manidens |
|  | |
|  | \| \| Abrictosaurus \| \| \| \| \| \| BMNH A100 \| \| \| \| \| \| Heterodontosaurus \| \| \| \| \| \| Lycorhinus \| \| \| \| |
|  | |
|  | Abrictosaurus |
|  | |
|  | BMNH A100 |
|  | |
|  | Heterodontosaurus |
|  | |
|  | Lycorhinus |
|  | |

|  | Abrictosaurus     |
|  |                   |
|  | BMNH A100         |
|  |                   |
|  | Heterodontosaurus |
|  |                   |
|  | Lycorhinus        |
|  |                   |

|  | Eocursor   |
|  |            |
|  | Genasauria |
|  |            |

*Nota: Pol et al. consideram o Echinodon como um gênero de Heterodontosauridae.

## Paleoecologia
O holótipo de Manidens vem do Membro Chacritas da Formação Cañadón Asfalto. Esse membro é composto principalmente de dois ambientes deposicionais principais: depósitos lacustres e fluviais, que têm intervalos de materiais tufáceos, sugerindo que esses ambientes coexistiram com a atividade vulcânica. Níveis de ambientes litorâneos palustres são vistos em Cerro Cóndor e Estância Fossati, caracterizados pela presença de calcários lacustres intercalados com xistos, tufos e arenitos. A seção lacustre foi chamada de “Paleolago de Chacritas” e parece ter sido um lago hidrologicamente fechado, bastante salino ou mesmo hipersalino, raso em profundidade, com zonas marginais e subambientes palustres feitos de margens semelhantes a rampas de baixa energia.
Os fósseis atribuídos ao Manidens da Argentina indicam que esse dinossauro pode ter sido, pelo menos parcialmente, arborícola. Os espécimes consistem em uma série de ossos de ambas as patas traseiras e algumas vértebras da cauda, e são provisoriamente atribuídos ao Manidens com base na procedência. Os ossos longos dos dedos dos pés indicam que eram capazes de agarrar; fixações de âncora distintas para os músculos e tendões do hálux indicam que o hálux era menor do que o resto dos dedos dos pés, mas ainda assim conseguia agarrar. A análise de componentes principais constatou que os pés do Manidens eram mais parecidos com os das aves pernaltas.